# بارتوش بوساتسكي
بارتوش بوساتسكي (بالبولندية: Bartosz Bosacki)‏، من مواليد 20 ديسمبر 1975 في بوزنان في بولندا، لاعب كرة قدم بولندي، ويلعب مع نادي ليخ بوزنان.
بدأ بارتوش مسيرته الكروية مع نادي ليخ بوزنان في عام 1995، وفي عام 1998 انتقل إلى نادي أميتسا فرونكي ولعب معهم حتى عام 2002، وعاد إلى ناديه السابق ليخ بوزنان ولعب معهم حتى عام 2004، وفي موسم 2004/2005 انتقل إلى نادي اف سي نورنبيرغ الألماني، وفي عام 2006 عاد إلى نادي ليخ بوزنان.
بدأ بارتوش مسيره مع منتخب بولندا لكرة القدم في عام 2002، وشارك معهم في كأس العالم لكرة القدم 2006.

## روابط خارجية
- بارتوش بوساتسكي على موقع الاتحاد الدولي (مؤرشف)  (الإنجليزية)
- بارتوش بوساتسكي على موقع قاعدة بيانات كرة القدم.إي يو (الإنجليزية)
- بارتوش بوساتسكي على موقع ناشيونال فوتبول تيمز (الإنجليزية)
- بارتوش بوساتسكي على موقع Soccerway.com (الإنجليزية)
- بارتوش بوساتسكي على موقع عالم كرة القدم.نت (الإنجليزية)
- بارتوش بوساتسكي على موقع كووورة